# Octavian Popescu (Fußballspieler, 2002)
Octavian George Popescu (* 27. Dezember 2002 in Târgoviște) ist ein rumänischer Profifußballer, der als Flügelspieler oder offensiver Mittelfeldspieler für den Liga-I-Verein FCSB Bukarest und die rumänische Nationalmannschaft spielt.

## Karriere

### Verein
Popescu begann im Alter von acht Jahren mit dem Fußballtraining in der Mannschaft seines örtlichen Gymnasiums in Nucet im Kreis Dâmbovița. 2014 wechselte er zu Regal Sport București. Der Verein aus der Hauptstadt lieh ihn an Rapid Bukarest bzw. Universitatea Craiova aus, bevor Popescu 2020 zu FCSB Bukarest wechselte. Popescu wurde am 20. August 2020 vom FCSB an den Zweitligisten Turris Turnu Măgurele ausgeliehen, aber sofort wieder zu seinem Stammverein zurückgerufen, nachdem Geschäftsführer Mihai Stoica und Eigentümer Gigi Becali herausgefunden hatten, dass das Geschäft über ihre Köpfe hinweg vereinbart worden war. Einen Monat später, im Alter von 17 Jahren, gab er sein Profidebüt für den FCSB, als er beim 3:0-Sieg in Liga I gegen den FC Argeș in der Startelf stand. Popescu erzielte am 30. Januar 2021 beim 3:1-Sieg gegen Politehnica Iași in der Arena Națională sein erstes Karrieretor im Profifußball und lieferte zudem eine Vorlage. Als herausragendes Talent wurde Popescu mit Spielern wie Adrian Mutu oder Gheorge Hagi verglichen.

### Nationalmannschaft
Vor 2021 hatte Popescu für keine rumänische Jugendnationalmannschaft trainiert, obwohl er als talentierter Nachwuchsspieler galt. Im März 2021 debütierte er im Alter von 18 Jahren in der U21-Nationalmannschaft, nachdem er in den Gruppenspielen der U21-Europameisterschaft 2021 gegen Ungarn und Deutschland, die 2:1 bzw. 0:0 endeten, eingewechselt worden war. Mit der Mannschaft nahm er 2023 sowie 2025 erneut an den jeweiligen U21-Europameisterschaften teil und kam bei beiden Turnieren jeweils bis zum Vorrundenaus der Mannschaft in allen drei Gruppenspielen zum Einsatz.
Am 25. März 2022 debütierte der 19-jährige Popescu bei der 0:1-Niederlage gegen Griechenland im Stadionul Steaua in der rumänischen A-Nationalmannschaft. Er wurde in der 62. Minute für Alexandru Mitriță eingewechselt.

## Erfolge
FCSB Bukarest
- Rumänischer Meister: 2023/24
- Rumänischer Supercup-Sieger: 2024